# Aberracje Seidla
Aberracje Seidla − pięć rodzajów aberracji optycznych, uwidaczniających się w soczewkowych układach optycznych o symetrii sferycznej dla światła monochromatycznego (jednobarwnego). Jest to pięć podstawowych rodzajów aberracji niechromatycznych. 
Nazwa pochodzi od nazwiska niemieckiego matematyka, fizyka i astronoma Philippa Ludwiga von Seidla, który w 1856 roku opisał te rodzaje wad w oparciu o matematyczną analizę zagadnień optyki.
Wadami tymi są:
1. aberracja sferyczna
2. koma
3. astygmatyzm
4. krzywizna pola
5. dystorsja.